# St. Johann in Tirol
St. Johann in Tirol (Duits: Sankt Johann in Tirol) is een gemeente in het district Kitzbühel in de Oostenrijkse deelstaat Tirol. Het ligt niet ver van Fieberbrunn, Kirchdorf en Kitzbühel in de Kitzbüheler Alpen. Het Kaisergebergte ligt in de directe nabijheid. Ook de Kitzbüheler Horn is vanuit het dorp te bereiken.
Zowel 's zomers als 's winters is het een geliefd oord voor toeristen.

## Culinaire specialiteiten

### Huber Bräu
De eerste brouwerij in St. Johann in Tirol wordt genoemd in 1551. In 1727 werd een nieuw gebouw opgetrokken en de brouwerij wordt sinds 1883 gerund door de familie Huber. Er worden verschillende bierspecialiteiten geproduceerd, die talrijke onderscheidingen hebben ontvangen, evenals limonades. Een herkenningspunt van de plaats is de zogenaamde biertoren met de Bräustüberl op de bovenste verdieping. Daar kunt u de verschillende bierspecialiteiten proeven met een prachtig uitzicht over St. Johann in Tirol.

### Tiroolse mierikswortelmosterd
De eerste Tiroolse mosterdfabriek, opgericht door Johann Karl, produceerde vanaf de jaren 1920 Tiroolse mierikswortelmosterd in St. Johann in Tirol, volgens een geheim recept. Na de sluiting van de mosterdfabriek in 2000 werd het recept overgenomen door de firma Mauthner-Markhof. Sindsdien bestaat de Tiroolse Hüttensenf

## wapenschild
- "In een groen en rood gespleten schild staan rechts een zilveren, gevallen steenbokhoorn en links een gouden staf."

Het schild draagt de kleuren van de oude vlag van het hof in Leukental, dat tot 1297 zetelde in St. Johann. De steenbokhoorn doet denken aan de belangrijke familie van de Heren van Velben, die leefde in de 13e en 14e eeuw. Eeuw in de buurt van St. Johann bezat een kasteel en landgoederen. De staf is ontleend aan het wapen van het bisdom Chiemsee en markeert de plaats als de voormalige zomerresidentie van de bisschoppen van Chiemsee.

## Foto's

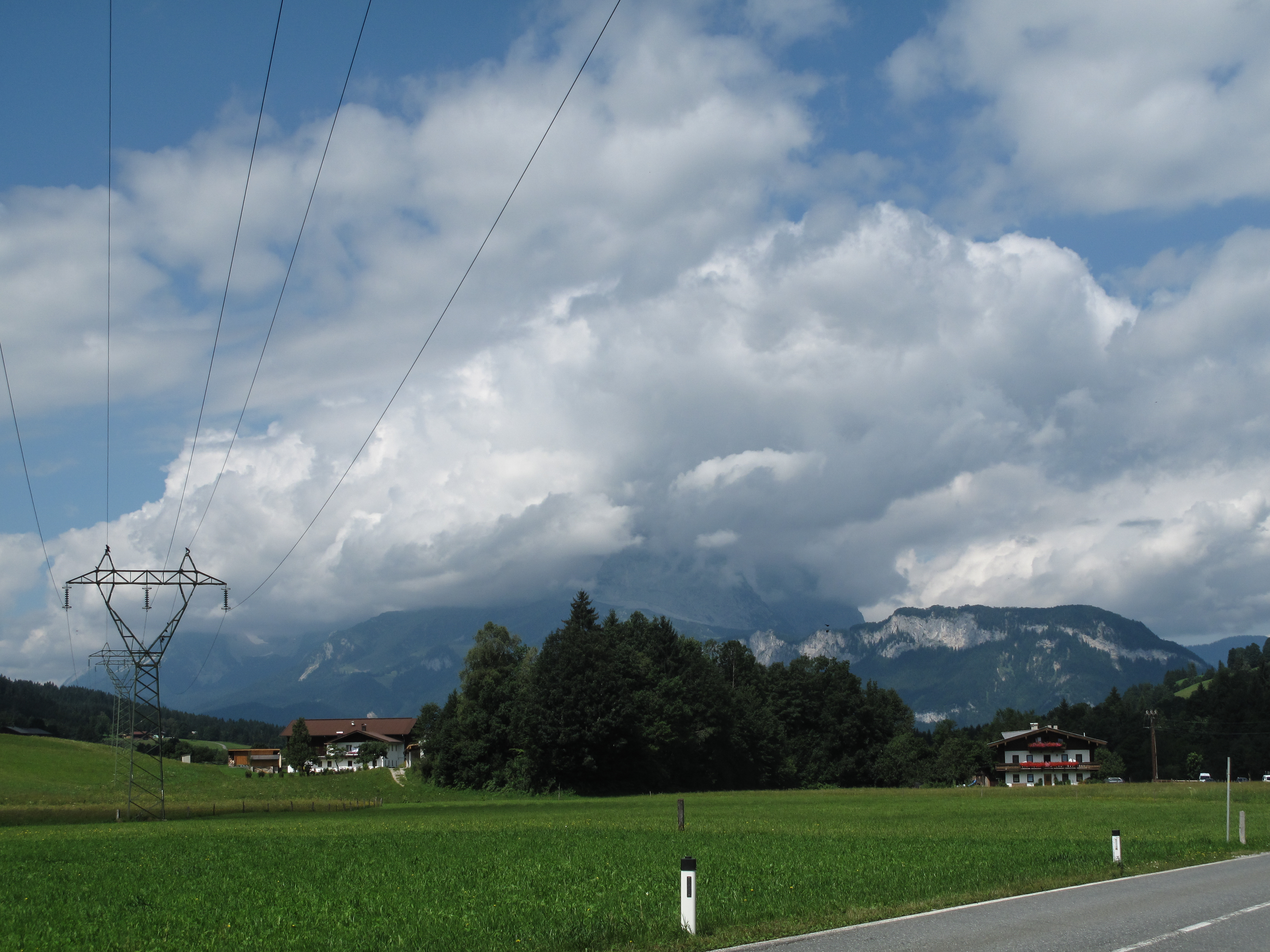
tussen Sankt Johann in Tirol en Fieberbrunn, panorama met huizen
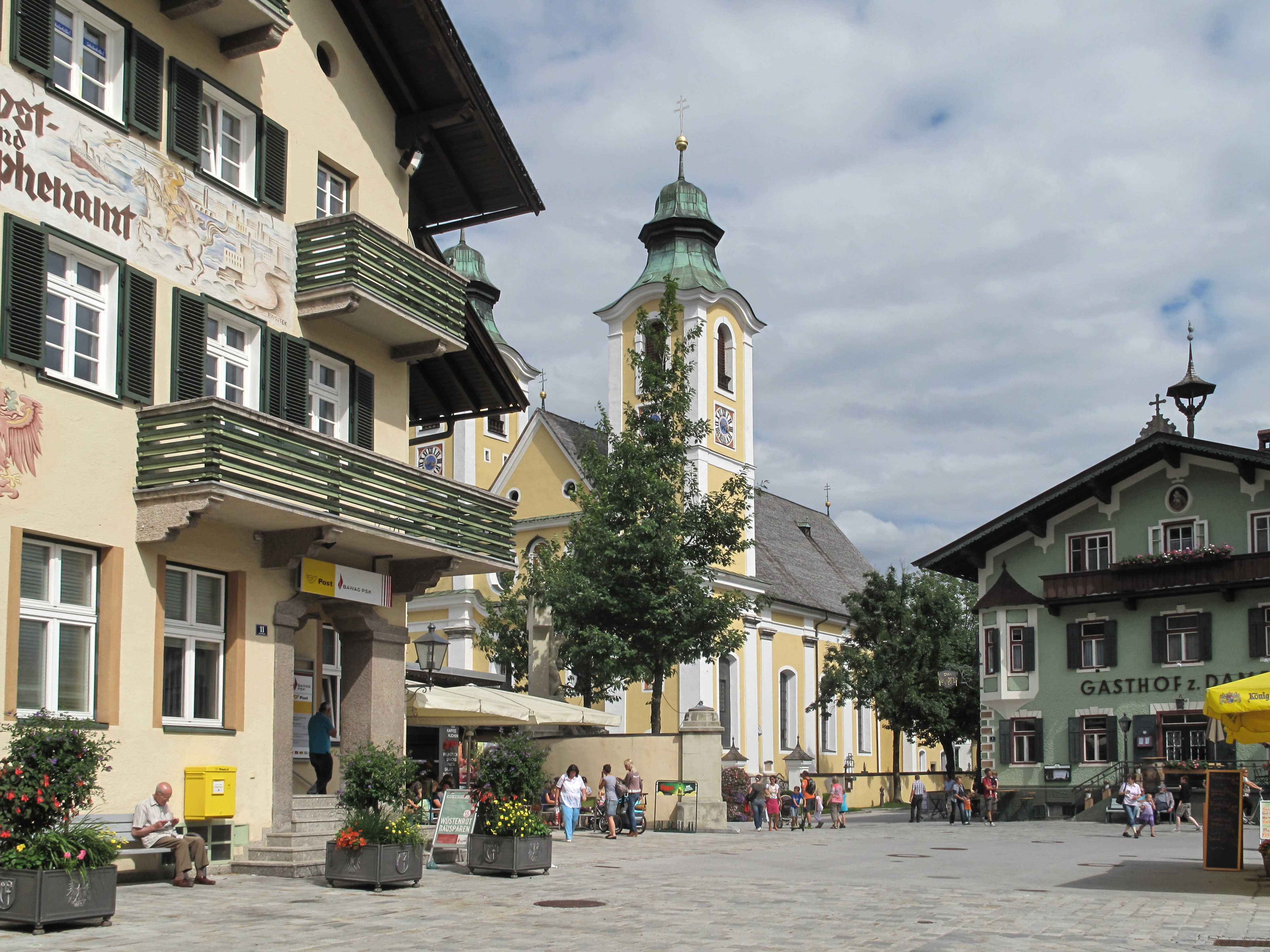
Sankt Johann in Tirol, kerk (die Pfarrkirche) in straatzicht
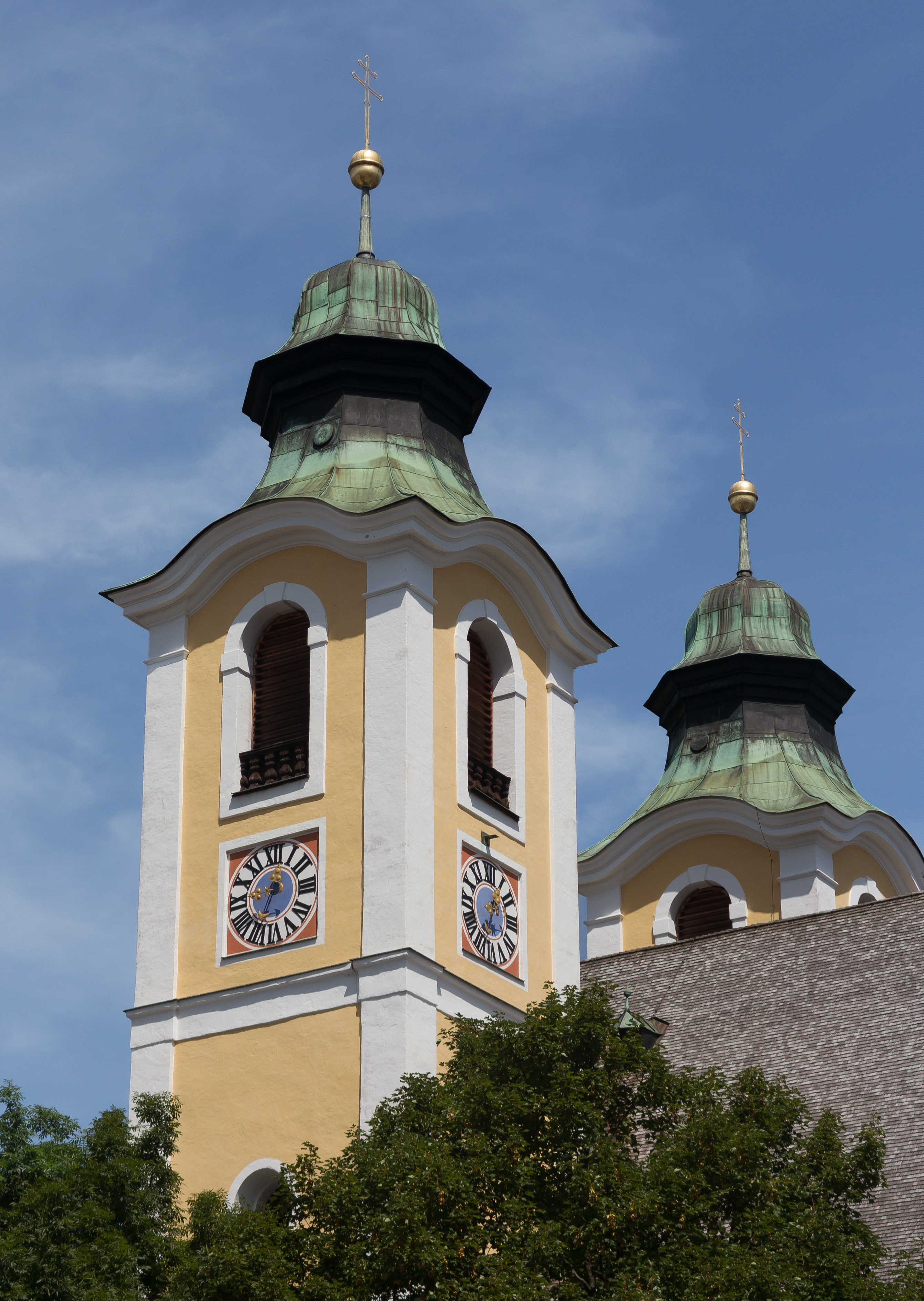
Sankt Johann in Tirol, kerk: Pfarrkirche Mariä Himmelfahrt

## Geboren
- DJ Ötzi (7 januari 1971), DJ
- Andreas Widhölzl (14 oktober 1976), schansspringer
- Roland Leitinger (13 mei 1991), alpineskiër
- Manuel Feller (13 oktober 1992), alpineskiër

## Woonachtig
- Julian Nagelsmann ( 1987) Duits voetbaltrainer en voormalig profvoetballer. Meest recent was Nagelsmann coach van Bayern München.
- Joshua Kimmich (1995) Duits voetballer